# Fractura digital
La fractura digital, també dita bretxa digital o divisió digital és la divisió entre diferents sectors socials pel que fa al seu accés i domini de la tecnologia relacionada amb els ordinadors, Internet i dispositius digitals afins. És una qüestió d'abast polític i social que es relaciona amb l'accés a les noves tecnologies de la informació i la comunicació (TIC). Aquest concepte ha anat evolucionant al llarg dels anys, degut a al constant desenvolupament de la tecnologia, i per això s'identifiquem dues vessants diferenciades: la primera, de caràcter tecnològic i econòmic, es relaciona amb els primers moments de la implantació de les TIC i es reprodueix en l'àmbit geogràfic degut a les diferències a nivell d'infraestructures entre regions. D'altra banda, la segona es relaciona amb el moment actual en el qual l'accés a les TIC és més universal i les diferències s'estableixen en relació al tipus i la capacitat d'ús d'aquestes tecnologies en els diferents grups socials, normalment en funció de l'edat.
Aquest article està basat en gran part en l'informe La bretxa è mobile. La fractura digital generacional a Catalunya de l'IEC i està estructurat de la següent manera: en primer lloc, el concepte de les TIC com a element d'exclusió; en segon lloc, es parlarà de l'evolució del significat del terme fractura digital; en tercer lloc, es posarà en valor en el fet generacional de la fractura digital i a continuació es donaran dades de l'estat actual d'aquesta fractura a Catalunya i per acabar, es parlarà de diferents formes de combatre aquesta desigualtat.

## Les TIC i la seva relació amb l'exclusió social
Es pot establir que, generalment, la revolució digital ha comportat diversos avantatges per a la societat: segons Monge i Hewitt; “entre els guanys d'indole social s'assenyalen les millores en les condicions de vida de les persones gràcies a les millores en els nivells d'educació i salut, així com una major habilitat per a participar en la presa de decisions democràtiques”. Tot i això, també ha comportat una greu bretxa entre grups socials pel que fa al ús efectiu de les TIC, la fractura digital. Es pot connectar el concepte fractura digital amb el d'exclusió, ja que, segons l'informe La bretxa è mobile. La fractura digital generacional a Catalunya de l'IEC  aquest segon terme “no rau únicament en les disparitats que hi ha entre els més afavorits i els més desfavorits de l'escala social, sinó també en la distància que hi ha entre aquells que tenen un lloc en la societat i aquells que d'alguna manera n'estan exclosos”.
Aquesta exclusió social es relaciona amb la fractura digital i les TIC perquè tot i poder ésser eines efectives per a la integració i la cohesió social, la ràpida evolució d'aquestes ha fet que sectors importants de la població no s'hi hagin adaptat i no tinguin la capacitat d'utilitzar-les de forma eficient. Per tant, aquestes persones queden excloses de la gran quantitat de beneficis que els poden aportar les TIC, els quals, a més dels mencionats a principi de l'apartat, poden relacionar-se amb la recerca de feina, la sociabilitat i l'accés a continguts culturals. A més a més, l'informe afegeix que “ paradoxalment, aquests nous analfabets no se senten exclosos de la societat, atès que no veuen la necessitat d'utilitzar les TIC (...), es tracta, en certa manera, d'un sistema d'autoexclusió respecte a un món del qual se senten cada dia més distants”.

## Evolució del concepte "fractura digital"
Alguns autors estatunidencs de la decàda dels 70, com Tichenor, Donohue i Olien ja parlaven d'una fractura del coneixement (knowledge divide) segons la qual l'aparició cada nou mitjà informatiu augmentava la divisió en el si del sistema social perquè creava “rics” i “pobres” en informació. A mesura que la revolució digital es va anar desenvolupant, va aparèixer un primer concepte de fractura o bretxa digital que tenia a veure amb les possibilitats d'accés a les TIC a nivell d'infraestructures. L'OCDE va definir en 2001 la fractura digital com a “el desfasament o divisió entre individus, llars, àrees econòmiques i geogràfiques amb diferents nivells socioeconòmics amb relació tant a les seves oportunitats d'accés a les TIC, com a l'ús d'Internet per a una àmplia varietat d'activitats”.
Així mateix, tot i donar preferència a l'aspecte tècnic de la bretxa, també se’n destaca que les persones usuàries han de tenir les competències necessàries per saber-les utilitzar. La segona (i més actual) concepció de la fractura o bretxa digital es relaciona amb aquest accés efectiu i/o útil, ja que ens trobem, generalment, en un escenari en el cual la disponibilitat de les TIC es cada cop més comuna i per tant, cal potenciar que aquells grups socials menys avesats a les noves tecnologies obtinguin el coneixement i les competències digitals necessàries per utilitzar-les. També cal afegir que aquest concepte d'accés efectiu també inclou la capacitat de poder gestionar la gran quantitat d'informació que ens trobem a la xarxa i tal, com diu l'informe La bretxa è mobile saber gestionar-la per a convertir-la en coneixement”.

## La fractura digital com a fet generacional
Aquest concepte més actual de la fractura digital es relaciona directament amb la qüestió generacional. Les persones nascudes després del 1990 (mil·lenials) són anomenades nadiues digitals i “formen part de la primera generació que ha crescut en un entorn tecnològic i digital normalitzat”; “estan plenament familiaritzats amb l'ús de les eines i demostren un bon domini, sovint intuïtiu, de les tecnologies pròpies de la societat de la informació”. Per contra, l'immigrant digital és “una persona nascuda abans de la popularització de les tecnologies i que, malgrat la bona voluntat i la disposició activa per a aprendre a fer-les servir, experimenta una certa incomoditat o dificultat a la hora d'usar-la”.
Tapscott desenvolupa aquesta diferència en la seva obra Creciendo en un entorno digital. La generación internet (1998): “ per primera vegada en la història, en saben más (les noves generacions) que els seus pares, d'una innovació essencial per a la societat, i s'hi senten més a gust que els seus progenitors” i a més, afegeix que “es poden considerar com una força de transformació social, atès a que estan aprenent, jugant, comunicant-se, treballant i creant comunitats de maneres molt diferent a com ho van fer els seus pares”. Tal com s'ha dit anteriorment, quan es parla de la fractura digital no només cal tractar l'accés a les noves tecnologies sinó quins usos se li dona. Pel que fa a aquests usos en relació amb la qüestió generacional, es pot determinar que els adolescents les utilitzen principalment per oci, en el qual s'inclou la socialització. En l'informe Jóvenes y ocio digital: Informe sobre el uso de herramientas digitales por parte de adolescentes en España, els seus autors D. Aranda, J. Sánchez-Navarro i C. Tabernero, defensen que “la tecnologia els permet generar espais de suport, sociabilitat i reconeixement que són també espais d'aprenentatge col·laboratiu de caràcter no formal, sustentats en cercles socials quotidians on existeixen àmplies possibilitats de desenvolupar competències socials, culturals, professionals o tècniques”. En aquest sentit, el pensador estatunidenc Howard Rheingold escriu en el seu llibre “Multitudes inteligentes: La próxima revolución social” que quan els adolescents utilitzen les xarxes socials, obtenen “capital de xarxa social”, concepte que es relaciona amb la gran quantitat de coneixement i oportunitats de socialització que s'obté a canvi que l'individu dipositi part dels seus coneixements i els seus estats d'ànim a la Xarxa.

## L'estat actual de la fractura digital a Catalunya
En aquest apartat s'analitzaran diverses dades referents a l'accés i ús de les TIC a Catalunya durant l'any 2017 entre persones de 16 i 74 anys, les dades més recents disponibles a l'Idescat, l'Institut d'Estadística de Catalunya. Durant aquest anàlisi es farà èmfasi principalment en la qüestió generacional, ja que és un element principal en la concepció actual de la fractura digital, la separació que hi ha entre diferents grups socials tot el que fa referència a l'ús de les noves tecnologies. En primer lloc es tractarà l'ús dels diferents elements actuals de les TIC, en segon lloc les competències digitals de les persones usuàries, en tercer lloc els serveis online dels quals es beneficien, en tercer lloc la seva interacció digital amb l'Administració i el grau de confiança que mantenen amb Internet.

### Ús de l'ordinador, el telèfon mòbil i Internet
En primer lloc, tractarem les dades de l'ús de l'ordinador, telèfon mòbil i Internet. Les dades següents al·ludeixen a persones que van utilitzar els dispositius esmentats o van accedir a Internet almenys un cop en els mesos de setembre, octubre i novembre de 2017.
Primerament, pel que fa a l'ús de l'ordinador, podem observar com els percentatges són molt alts en les persones de 16 a 24 anys amb un 97,2% i no baixen del 80 % entre les persones de 25 a 54 anys. En les persones entre 55-64 el percentatge disminueix fins al 64,4% i molt més baix és l'ús de l'ordinador entre les persones de 65 a 74 anys, amb un 37,4%.
En segon lloc, respecte de l'ús del telèfon mòbil, aquest és l'element dels tres que està més estès. Se situa per sobre 90 % entre les persones de 16 a 64 anys. Així mateix, el percentatge d'ús del telèfon mòbil entre les persones de 65 a 74 també és molt alt, un 85,3 %. Sobre l'ús del telèfon mòbil per accedir a Internet fora de l'habitatge i/o el centre de treball en parlarem en el següent punt a analitzar, l'ús de l'Internet.
En tercer lloc, de la mateixa manera que l'ús del telèfon mòbil, l'ús de l'Internet se situa per sobre del 90% en la majoria dels rangs d'edat a analitzar, de 16 a 54 anys. Hi destaquen de nou les franges d'edat de 16 a 24, amb un 97.2% i de 35 a 44, amb un 96,3 %. Pel que fa a les persones d'entre 55 i 64 anys, mantenen un percentatge d'ús del telèfon mòbil també molt alt, un 79,7%. Finalment, les persones entre 65 i 74 anys obtenen un percentatge d'un 45,9%. Amb relació a l'ús del telèfon mòbil per accedir a Internet fora de l'habitatge i/o el centre de treball mencionat anteriorment, aquest fet és igualment generalitzat. Un 98,3% de les persones enquestades entre 16-24 han accedit a Internet mitjançant el seu telèfon mòbil fora del seu habitatge o centre de treball, mentre que la xifra descendeix  a un 94,4 % en les persones entre 35 i 44 i finalment a un 83,9 % de les persones enquestades d'entre 65 i 74 anys, que segueix sent un percentatge molt elevat.
Per tant, segons les dades recollides anteriorment, es pot determinar que la primera etapa de la fractura o a la bretxa digital referida a la disponibilitat física d'accés a les TIC està en gran part superada. No obstant això, persisteix un sector de la població que se situa en els perfils d'edats més avançades que encara no s'ha integrat del tot en l'ús de l'ordinador i l'Internet.

### Competències digitals
En segon lloc, es tractaran les dades disponibles a l'Idescat pel que fa a les competències digitals de cada rang d'edat, és a dir la capacitat per fer un ús efectiu de les diferents eines que aporten les TIC. Aquestes dades seran analitzades en dues parts: la primera tindrà relació amb aquelles funcions més pròpiament informàtiques i la segona les ampliarà incloent aquelles que poden estar relacionades amb els telèfons mòbils. Al seu torn, les funcions tractades en la primera part han estat dividides en tres nivells segons el seu nivell de dificultat o complexitat. També cal remarcar que aquest cop la mostra s'amplia temporalment, incloent així el mes de desembre de 2016 i la resta de mesos del 2017 fins al desembre.
Primer, respecte de les competències digitals relacionades amb la informàtica, tal com s'ha dit abans, aquestes ha en estat dividides en tres nivells segons la seva dificultat. En el nivell bàsic hi trobem l'acció de copiar o moure fitxers o carpetes i la d'utilitzar un processador de text. En ambdues funcions hi trobem uns resultats semblants: les generacions més joves (16-34) obtenen percentatges alts d'entre el 80 i el 90 %, les de la meitat de la taula (35-54) entre el 70 i el 60 % i per acabar, les persones de més avançada edat (55-74) obtenen resultats més baixos, entre el 60 i el 40 %. En el nivell mitjà hi trobem la possibilitat de crear presentacions o documents que integrin text, imatges, taules o gràfics, la d'utilitzar fulls de càlcul i la de fer servir programari per editar fotos, vídeo o arxius d'àudio. Pel que fa a les presentacions, la diferència de percentatges entre rangs d'edat és més accentuada que en altres elements: 82,1 % per a les persones d'entre 16 i 24 anys, 48,2 % per a les persones d'entre 45 a 54 anys i finalment un 23,0 % per a les d'entre 65 i 74 anys. Respecte als fulls de càlcul, podem advertir com, tot i que les més joves (16-24) es mantenen al capdavant en el seu ús (68,0%), les generacions posteriors obtenen millors resultats que en l'ús de les presentacions. És el cas de les persones entre 45 i 54 anys, amb un 50,9 % que afirmen utilitzar aquesta funció informàtica i el de les persones d'entre 65 a 74, amb un 26 %. Això pot ser perquè estan molt més inserides en un context professional més complex que es pot relacionar més amb l'ús d'un programa de càlcul. En relació als programes d'edició, obtenim percentatges més inferiors però també més homogenis: un 67,8% per a les persones entre 16 i 24 anys, percentatges al voltant del 40% entre les persones de 35 a 64 anys i finalment un 19,1 per a les persones d'entre 65 a 74 anys. Per acabar, dins del nivell més avançat s'inclouen els programes relacionats amb les bases de dades i la programació. Quant al primer element, el seu ús és generalment bastant homogeni en les persones joves i adultes, tot i que amb preponderància amb les primeres, situant-se al voltant del 40% i el 30%. Les persones d'entre 65 a 74 anys obtenen un percentatge molt baix, un 11,6%. Respecte de la programació, en general s'obtenen percentatges molt baixos, només sobrepassant el 20% les persones d'entre 16 i 24 anys, les posteriors situant-se al voltant del 10% i finalment les persones d'entre 65 a 74 anys obtenint un ínfim 1,0.
Segon, amb referència a les competències que poden ser relacionades també amb els telèfons mòbils, es desenvoluparan els percentatges d'ús de les següents tasques o accions: transferir fitxers entre l'ordinador i altres dispositius, instal·lar programari o aplicacions i la configuració del programari (sistemes operatius o programes de seguretat).
En primer lloc, pel que fa al primer element, podem observar com els percentatges són generalment bastant alts, amb un 85,4 % per a les persones d'entre 16 i 34 anys i no baixant del 50% per la resta de rangs d'edat. Amb relació a l'acció d'instal·lar programari o aplicacions, podem observar com també és bastant generalitzada, situant-se al capdavant le persones d'entre 16 i 24 anys amb un 87,2 %, al voltant del 60% per a les generacions a la meitat de la taula i un 30,4% per a les persones d'entre 65 i 74 anys. Per acabar, en referència amb la configuració de programari, cap generació passa del 50%.
Segons les dades recollides en aquest apartat es pot determinar que, de la mateixa manera que en el punt anterior, tot i que l'ús de les TIC i competències digitals per treure’n profit es van homogeneïtzant cada cop més, les funcions que requereixen un cert nivell de dificultat segueixen sent pràcticament inaccessibles per a un gran sector de les persones d'edat més avançada.

### Serveis d'Internet
En tercer lloc, es comentaran les dades relacionades amb els diferents usos que li donen a l'Internet els diferents perfils d'edat. Els usos a tractar seran els següents: enviar o rebre correus electrònics, participar en xarxes socials, llegir notícies, diaris o revistes d'actualitat en línea, participar políticament a les xarxes, utilitzar la web per a la vida professional, utilitzar-la per a l'aprenentatge, per a organitzar viatges, per a la venda de béns i serveis, i per acabar, per a la banca electrònica. En aquest cas, les dades a analitzar es limiten a persones que hagin fet ús de l'Internet almenys un cop durant els mesos de setembre, octubre i novembre de 2017.
Primerament, es pot determinar que enviar i rebre correus electrònic és la funció d'Internet més utilitzada per tots els sectors de la població. Entre les persones de 16-24 anys obté un 96,0 %, mentre que entre les següents generacions fins als 54 anys es manté al voltant del 90% i entre les persones de 55 a 74 no baixa del 70%. Pel que fa a l'ús de les xarxes social, la fractura generacional es fa més visible: entre les generacions joves (16-34) s'obtenen percentatges al voltant del 90%, entre les de 45 a 54 un 62,6 % i finalment entre les de 65 a 74 un 19,4%. En contraposició, les persones que fan més ús d'Internet per a informar-se de l'actualitat formen part d'un rang d'edat que va des dels 25 anys fins als 54, amb un percentatge al voltant del 80 %, amb preponderància entre les persones de 25 a 34 anys amb un 82,2%. Tot i això, les persones de 16 a 24 anys mantenen un percentatge molt alt igualment, un 72,8 %. Respecte a l'ús d'Internet per buscar feina o enviar una sol·licitud a un lloc de treball, s'observa com tornen a ser les persones de 25 a 34 anys les que se situen en primera posició amb un 36,8% i en aquest cas, seguides de les de 16 a 24 amb un 35 % i amb un percentatge al voltant del 20% per a les persones d'entre 35 i 54 anys. Pel que fa a l'ús d'Internet amb un objectiu d'aprenentatge, tornen a ser les persones més joves les que se situen al capdavant, segurament perquè encara es troben en un àmbit acadèmic. Les persones d'entre 16 i 24 anys obtenen un percentatge del 27 % en la realització de cursos en línea i un 44,4% en la utilització de material d'aprenentatge que no sigui un curs complet en línea (material audiovisual, programari d'aprenentatge en línea, llibres de text electrònics...). Els rangs d'edat de la meitat de la taula obtenen resultats al voltant del 20 % i finalment, les persones d'edat més avançada obtenen un 2,8% en cursos online i un 8,5 en la utilització d'altres materials. Finalment, pel que fa a altres usos, cal destacar els percentatges al voltant del 60 % i el 70% de les persones entre 25 i 54 per a l'organització de viatges, un 25,8% per a les persones d'entre 25 i 34 per a la venda de béns i serveis i l'alt percentatge que obté la banca electrònica amb percentatges entre el 70% i el 60% entre les persones de 25 a 64 anys.
Havent observat les dades tractades en aquest punt, es pot extreure que la diferència generacional més visible és la de l'ús de les xarxes socials, molt generalitzat entre els sectors més joves de la població. Tanmateix, també cal remarcar la posició de pont intergeneracional en la qual es troba la generació de persones de 25 i 34 anys, ja que continuen sent generalment  joves i, per tant, fa molt ús de les xarxes socials però a la vegada estan arribant a una etapa molt més estable econòmica i professionalment i, per tant, també fan ús dels serveis d'Internet més lligats a aquesta etapa, com poden ser els relacionats amb el món laboral o la banca electrònica.

### Administració
En quart lloc, es tractaran les dades relacionades amb la interacció dels diferents rangs d'edat amb l'administració a través de Internet. Es pot observar que la interacció amb l'administració és bastant habitual pels internautes de diferents rang d'edat, obtenint percentatges al voltant del 60% entre les persones de 25 a 64 anys. Primerament, es desenvoluparan els diferents tipus d'interaccions que estableixen les persones usuàries amb l'Administració a través d'Internet i tot seguit s'exposaran diferents motius per no enviar o no poder enviar formularis emplenats a través del perfil web de l'administració. En aquest cas les dades es refereixen al mes de desembre de 2016 i la resta de mesos de 2018 fins al desembre.
Les interaccions més comunes amb l'administració són, en aquest ordre, la cerca d'informació a través de la pàgina web de les diferents institucions, el descarregar o imprimir formularis i el retornar aquests mateixos formularis ja emplenats. Aquestes accions es concentren en els rangs d'edat de 25 a 64 anys, amb percentatges d'entre el 40 i el 60%, com s'ha dit anteriorment. Així mateix, s'observa com tant les persones més joves (16-24) com les de més adultes (45-74) se situen per sota de la resta de generacions, de forma més accentuada en el cas de les segones. A continuació exposarem alguns dels motius que poden portar a aquest sectors de la població a relacionar-se menys amb l'Administració via electrònica. En el cas de les persones de 16 a 24, les enquestes de l'Idescat ens mostren que el factor més important (37,8%) és la no disponibilitat de firma o certificat electrònic per a identificar-se virtualment, seguit de la preocupació per la protecció i la seguretat de les dades personals. Ambdós factors van estretament lligat i poden ser deguts a la poca experiència d'aquestes persones pel que fa a la relació amb l'administració o les institucions a l'hora de presentar documents oficials. Quant a les persones d'entre 45 i 74 anys, el màxim factor de no entrega d'un formulari online a l'Administració és la tramitació per altra persona en representació, un 60,1% en el cas de les persones d'entre 45 i 54, un 65,7% en el cas de les persones d'entre 55 i 64 anys i un 75,7% en el cas de les persones d'entre 65 i 74 anys. Aquest fet pot tenir la seva explicació en la manca d'habilitats o coneixements amb en aquest àmbit, motiu que esgrimeixen el 34,5% de les persones enquestades d'entre 45 i 54 anys, un 29,6 les de entre 55 i 64 i un 34,8% les persones d'entre 65 i 74.

### Confiança en Internet
Per acabar, seran desenvolupades les dades referents al grau de confiança de les persones enquestades pel que fa a Internet. Els resultats estan dividits en tres categories: molt, bastant i poc o gens.
DIns la categoria de molt, qui sobresurt amb un 46,5% són les persones d'entre 65 a 74 anys. La categoria de bastant és més homogènia i els diferents rangs d'edat oscil·len entre un 50 i un 70%. Per acabar, en la categoria de poc o gens, sobresurt l'ínfim percentatge de 11,4 % que pertany a les persones d'entre 54 i 64 anys.

## Com reduir la fractura digital?

### Fractura digital i aprenentatge virtual
L'aprenentatge virtual pot esdevenir un instrument molt útil per lluitar contra la fractura digital i garantir la inclusió digital. Però perquè això sigui així cal que qualsevol estratègia tingui present, entre altres coses:
1. Les característiques socials de cada persona.
2. La dimensió social, cultural i política de les comunitats.
3. Que les TIC siguin molt més fàcils i intuïtives en el moment d'utilitzar-les.
4. Que s'utilitzi material acadèmic rigorós però amb un caràcter eminentment pràctic, estimulant i adaptat a les necessitats específiques.
5. Que les tecnologies s'adaptin a qualsevol tipus de discapacitat intel·lectual o física.

### Altres accions per a reduir l'escletxa digital
- Millora de les infraestructures i les xarxes de telecomunicacions.
- Promoure la distribució i ús de noves tecnologies en països amb dificultats per accedir a la societat de la informació.
- Reducció de les tarifes d'accés als serveis dels operadors per possibilitat que més persones puguin accedir a les noves tecnologies.
- Educació bon ús de les noves tecnologies.

### El projecte Loon
El projecte Loon és un projecte de Google que pretén fer arribar Internet a tots els indrets del món mitjançant globus estratosfèrics. La iniciativa va néixer el juny de 2013, a Nova Zelanda, on es van llençar trenta globus que van permetre a un grup de voluntaris de l'illa rebre un servei continu d'internet.
Mentre que a Europa i als Estats Units un 70 per cent de la població té accés a Internet, en altres països es tracta d'un article de luxe per l'elevat cost que suposa poder tenir una connexió a la xarxa. Els globus del projecte Loon sobrevolen la Terra a 19 quilòmetres d'altura, funcionen amb energia solar i eòlica i faciliten l'accés a Internet en llocs remots on no arriba el cable. Per tant, és un sistema més barat i assequible que fer costoses inversions econòmiques en infraestructures de telecomunicacions.
L'únic problema -en el qual ja treballen a Google- és controlar la trajectòria dels globus que naveguen lliurement en el vent, cosa que estan intentant de resoldre fent moure els globus cap amunt o cap avall per aprofitar els corrents d'aire. Encara necessiten respostes, però potser la solució per connectar molts indrets que, per la seva accidentada geografia, no tenen una altra manera més assequible d'accedir a la xarxa.